# Offizier-Reitschule in Paderborn
Die Offizier-Reitschule in Paderborn war eine Schulungseinrichtung des preußischen Heeres. In der damaligen Abdinghof-Kaserne lernten sowohl Kavallerie- als auch Offiziere anderer Truppengattungen das Reiten sowie spezielle Reitmanöver. Auch deutsche, nicht-preußische wie auch andere, ausländische Offiziere besuchten hier Kurse. Es gab eine weitere Offizier-Reitschule in Soltau.
Am 1. Oktober 1913 wurde Hugo von Kayser zum Kommandeur der Offizier-Reitschule in Paderborn ernannt.
Kurz vor Ende des Zweiten Weltkrieges zerstörten am 22. März und 27. März 1945 eine Luftmine und Brandbomben die Kirche und die Gebäude des ehemaligen Klosters. 1952 wurden die Klostergebäude bis auf wenige Teile abgebrochen.

## Absolventen
- Ernst-August Köstring
- Ernst-Günther Baade